# Fontaine Anspach
La fontaine Anspach (en néerlandais : Anspachfontein) est un monument de style éclectique érigé en 1897 au centre de la place de Brouckère à Bruxelles en hommage à Jules Anspach, bourgmestre de 1863 à 1879 de la ville de Bruxelles, capitale de la Belgique, et promoteur des travaux de voûtement de la Senne et de la création des boulevards du Centre.

## Localisation
La fontaine Anspach a été érigée en 1897 au centre de la place de Brouckère, dans l'axe du boulevard Anspach, puis a été démontée en 1973 à la suite des travaux de construction du métro de Bruxelles.
Elle a été remontée en 1981 au square des Blindés, au bout du plan d'eau qui occupe l'espace entre le quai aux Briques et le quai au Bois à Brûler,.

La fontaine Anspach au bout du plan d'eau
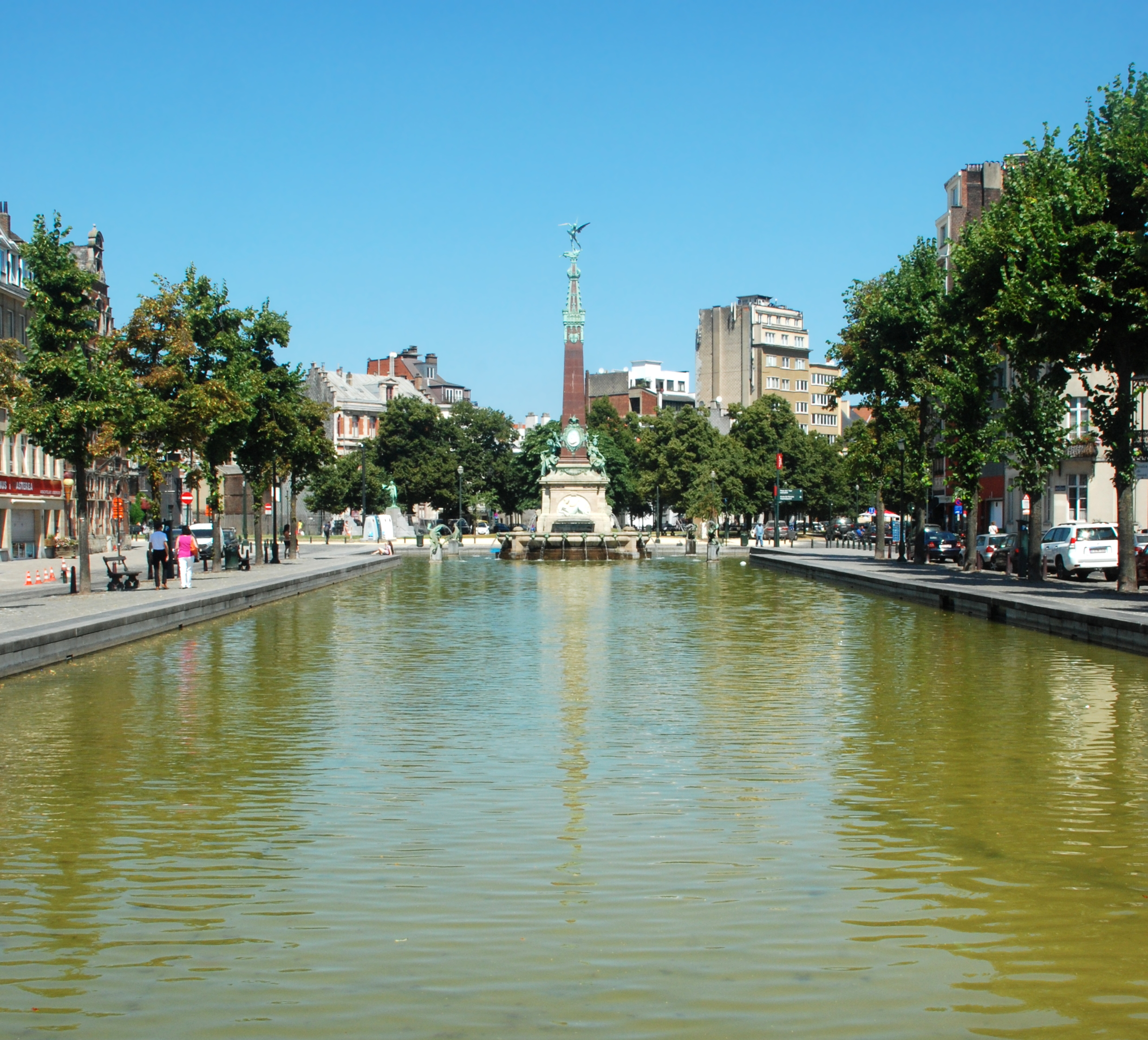
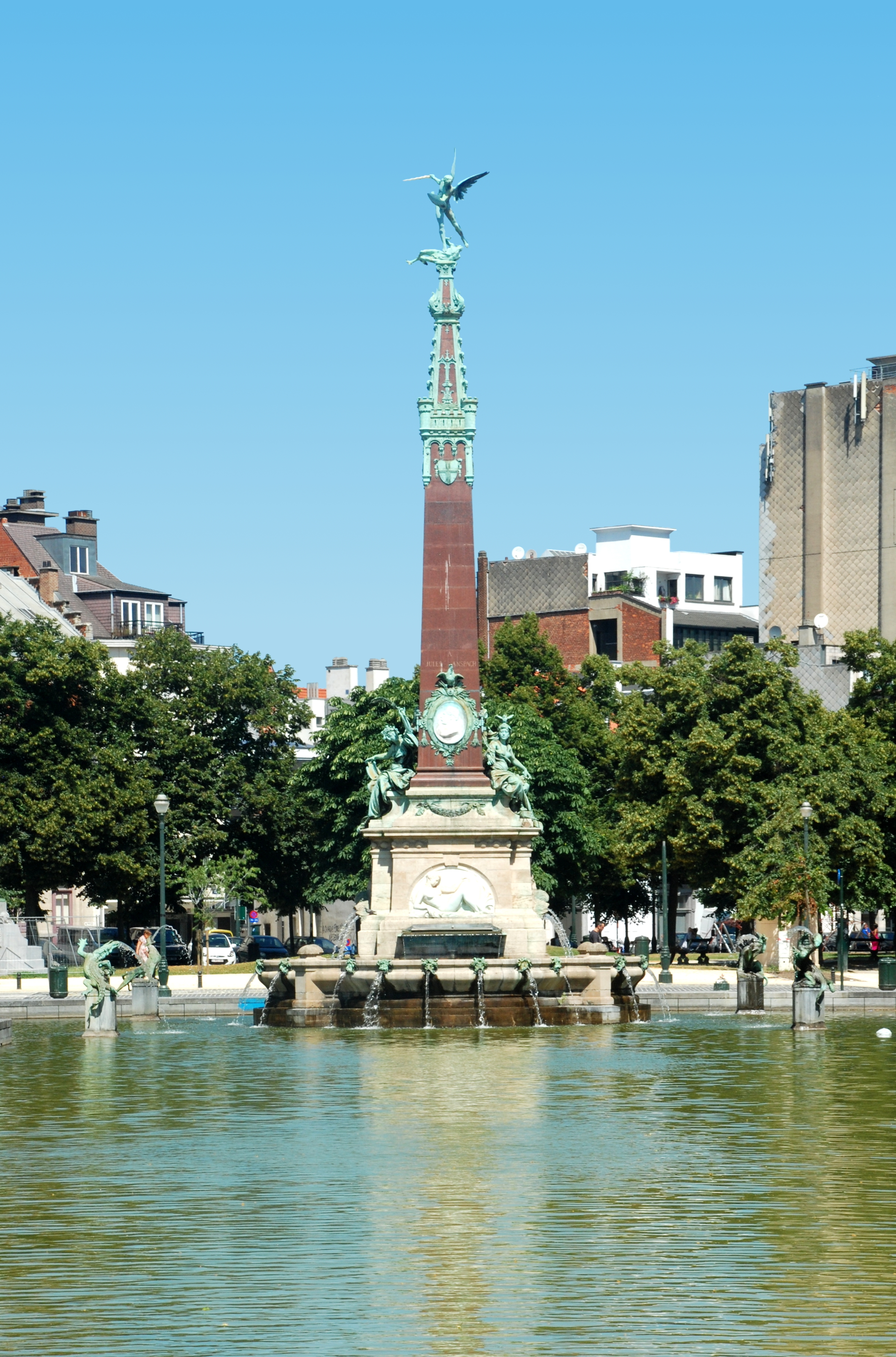

## Historique

### Voûtement de la Senne et création des boulevards du Centre

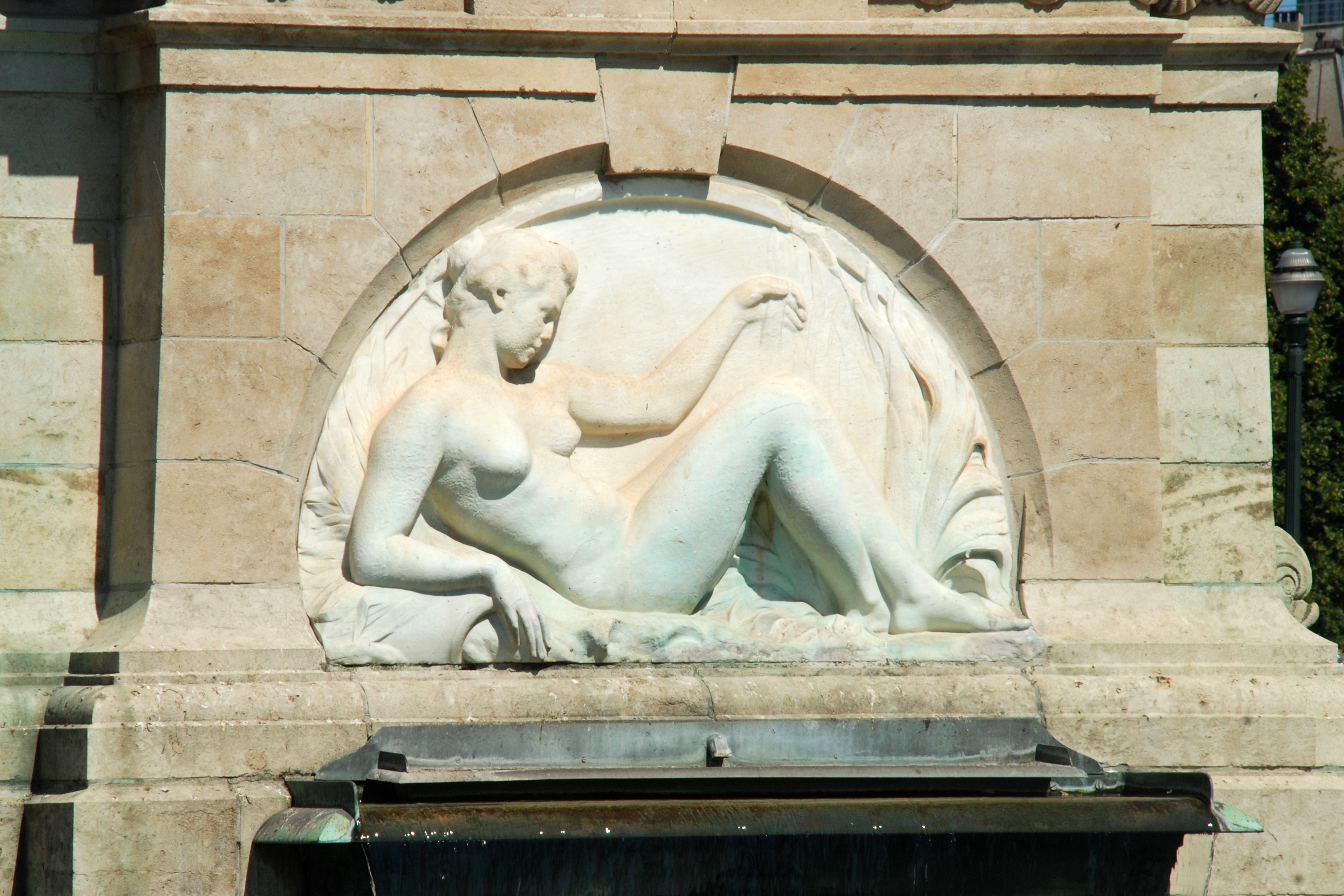
Paul De Vigne, Le Voûtement de la Senne.

Décrite, au XVIIIe siècle encore, comme une rivière au « cours utile et agréable », la Senne n'est plus au siècle suivant qu'un « dépotoir, non seulement des industries groupées sur ses bords, mais de toutes les maisons riveraines ». L'eau stagnante et saumâtre de la rivière répand une odeur nauséabonde et ce foyer de bactéries provoque une épidémie de choléra
En 1865, le roi Léopold II, s'adressant au jeune bourgmestre de Bruxelles Jules Anspach, formule le vœu que Bruxelles « réussira à se débarrasser de ce cloaque qu'on appelle la Senne » avant la fin de son règne.
En octobre 1865, le conseil communal de la Ville de Bruxelles adopte un projet établi par l'architecte Léon Suys qui vise à supprimer les bras secondaires de la rivière, à rectifier le cours sinueux de son bras principal et à le voûter entre la gare du Midi et le nord de la ville.
C'est ainsi qu'apparaissent les « boulevards du centre » (nommés initialement boulevard du Hainaut, Central, du Nord et de la Senne et renommés ultérieurement boulevard Lemonnier, Anspach, Max et Jacqmain).

### Démolition de l'église des Augustins
En 1872-1875, lors de la création des boulevards du centre, le site de la place de Brouckère est encore occupé par l'église des Augustins, un édifice baroque qui était conservé dans le projet de Suys pour fermer la perspective du boulevard Anspach.
Ce n'est que 20 ans plus tard, en 1893, que l'église des Augustins, considérée comme un obstacle à la circulation et comme une masure informe, est démolie pour dégager la place de Brouckère et que l'Hôtel Continental la remplace dans son rôle de point d'orgue de la perspective monumentale des boulevards du centre,.

### Érection de la fontaine Anspach
Le 28 septembre 1895 commence sur la place de Brouckère la construction d'une fontaine en l'honneur du bourgmestre qui a remplacé le cours de la Senne par des boulevards de style hausmanien,,.
Deux ans plus tard, le 22 août 1897, est inaugurée devant l'Hôtel Continental la fontaine Anspach érigée par l'architecte Émile Janlet, aidé des sculpteurs Paul De Vigne, Julien Dillens, Godefroid Devreese, Pierre Braecke et Georges Houtstont,.
Épaulant l'Hôtel Continental dans son rôle d'aboutissement de la perspective monumentale des boulevards, la fontaine rend hommage à Jules Anspach, bourgmestre de la ville de Bruxelles de 1863 à 1879 et promoteur des travaux de voûtement de la Senne et de la création des boulevards du Centre.

### Accueil critique en 1897
Le 28 août 1897, quelques jours après l'inauguration, la revue d'art et de littérature La Jeune Belgique émet un jugement sans appel sur la fontaine Anspach : « Le monument élevé à Jules Anspach est d'une laideur incohérente. Il n'y a aucune idée d'ensemble. On dirait un monument pique-nique. Un des auteurs a apporté un saint Michel, l'autre une pyramide en chocolat Suchard, un autre encore deux statues élégamment tourmentées, un autre encore un lot de crocodiles cracheurs et réjouis. La réunion de ces éléments þizarres, agrémentée de nombreux jets d'eau, est dédiée à Jules Anspach. Il serait excessif de chercher pourquoi […] Bref, la fontaine Anspach continue dignement la série des bévues ornementales inaugurée récemment par les pressepapier et les réverbères de poche du Jardin Botanique. Existerait-il un syndicat pour l'enlaidissement de Bruxelles ? ».

### Démontage et remontage
En 1973, la fontaine est démontée à cause de la construction du métro de Bruxelles et stockée dans un entrepôt, pour être remontée huit ans plus tard, en 1981, entre le quai aux Briques et le quai au Bois à brûler,,,.

## Description

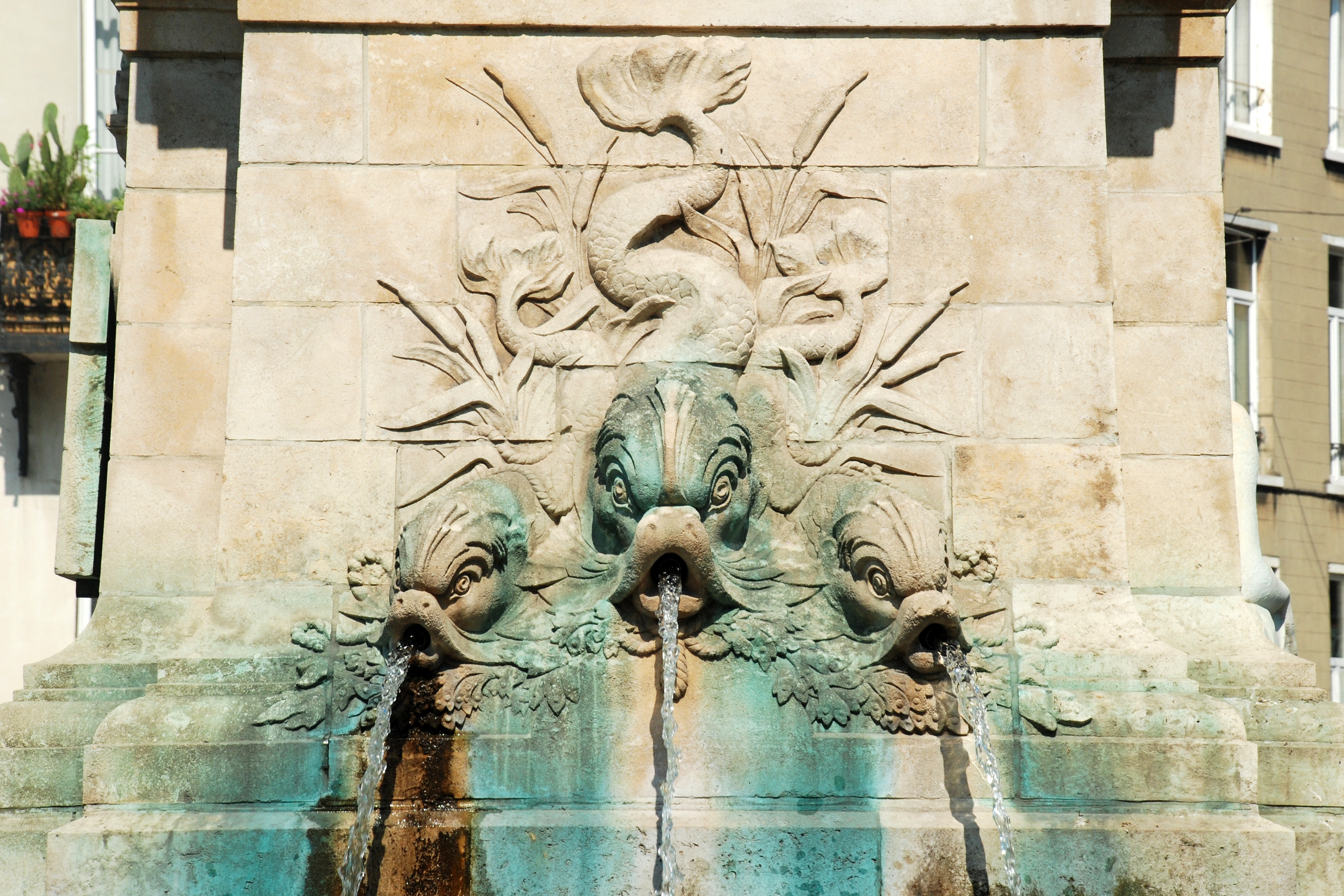
Georges Houtstont, dauphins cracheurs.

Le monument de style éclectique, haut de 20 m, est composé d'un obélisque en granit de Suède surmontant un piédestal en pierre bleue entouré d'une vasque.
Le piédestal en pierre bleue est orné d'un bas-relief en marbre figurant une allégorie du voûtement de la Senne, œuvre du sculpteur Paul De Vigne : l'allégorie de la Senne est représentée par une femme nue assise dans un tunnel. Le piédestal est également orné de dauphins cracheurs réalisés par Georges Houtstont et est entouré d'une vasque quadrilobée décorée de masques de tritons cracheurs réalisés également par Houtstont. La vasque possède deux grands lobes, ornés chacun de six masques cracheurs, et deux lobes plus petits, ornés de quatre masques cracheurs.
L'obélisque de granit rose, haut de 11 m, porte à sa base un portrait en médaillon d'Anspach par Paul De Vigne, entouré d'allégories en bronze de la Magistrature communale et de la Ville de Bruxelles reconnaissante, œuvres du sculpteur Julien Dillens,,,. La chevelure de l'allégorie de la Magistrature communale est ornée de feuilles de chêne, symbole de pouvoir,. Dans sa main gauche, elle serre un gouvernail, allusion au gouvernement de la ville, autour duquel s'enroule un serpent, symbole de la prudence avec laquelle le bourgmestre a dirigé la ville,. Le hibou sur la tête représente la sagesse et la balance à ses pieds représente la justice,. L'allégorie de la Ville de Bruxelles reconnaissante porte une couronne en forme de murailles, allusion au fait que Bruxelles était une ville fortifiée au Moyen Âge,. Le médaillon d'Anspach est surmonté d'un coq, symbole de la vigilance.
Le sommet de l'obélisque en granit porte un ornement en bronze réalisé par le sculpteur Pierre Braecke figurant une représentation de la ville à l'époque médiévale et une flèche gothique ornée de fleurons et terminée par une statue de saint Michel terrassant le dragon,. Le sculpteur introduit une innovation dans l'iconographie traditionnelle de saint Michel en le représentant nu à l'instar de l'art antique.
La partie supérieure est également ornée de quatre blasons qui font référence aux anciennes corporations bruxelloises des arbalétriers, des arquebusiers, des archers et des escrimeurs.
Le bassin autour de la fontaine était orné jadis de six chimères sculptées par Godefroid Devreese mais elles ne sont plus aujourd'hui que quatre à orner la pièce d'eau actuelle,.

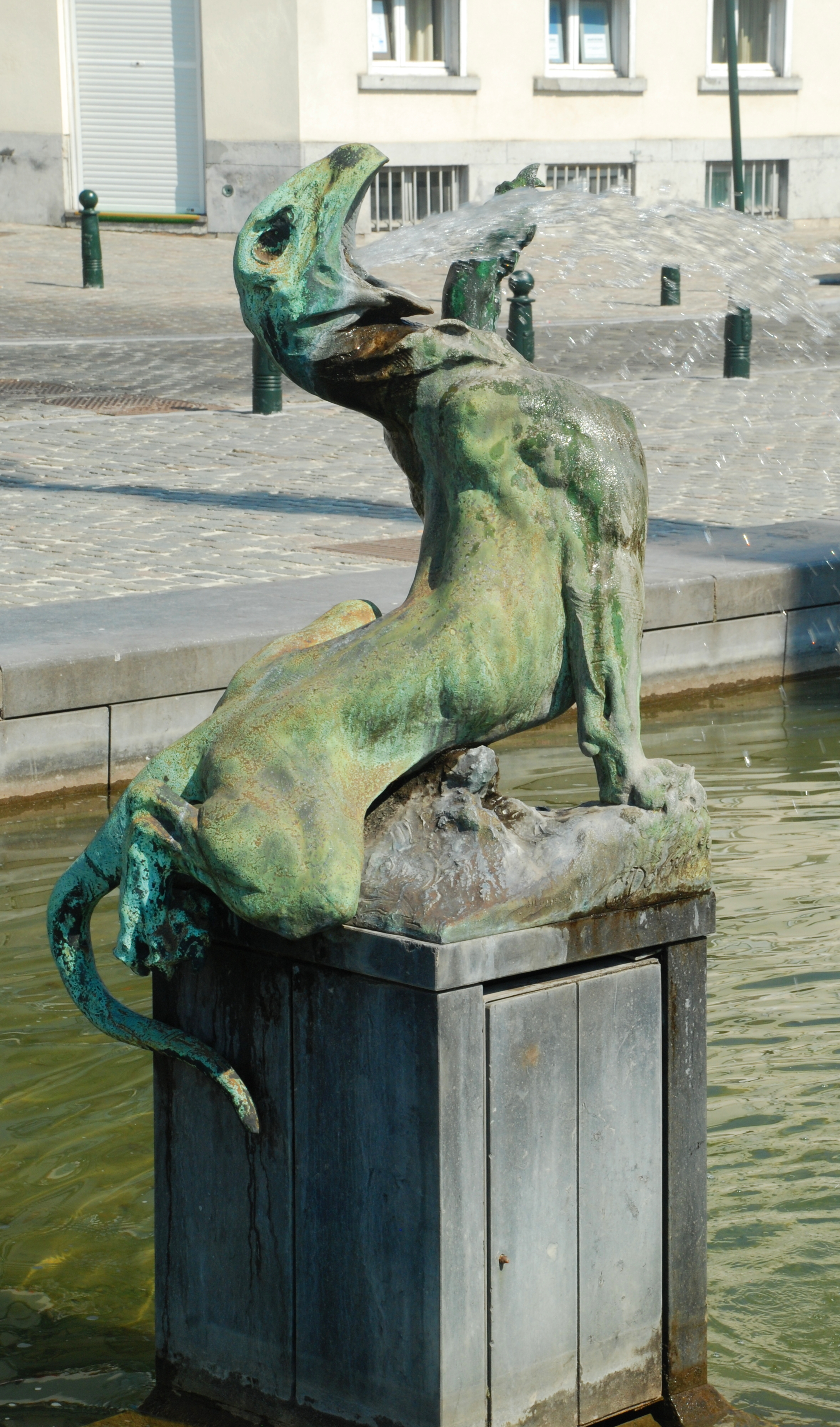
Godefroid Devreese. Chimère.
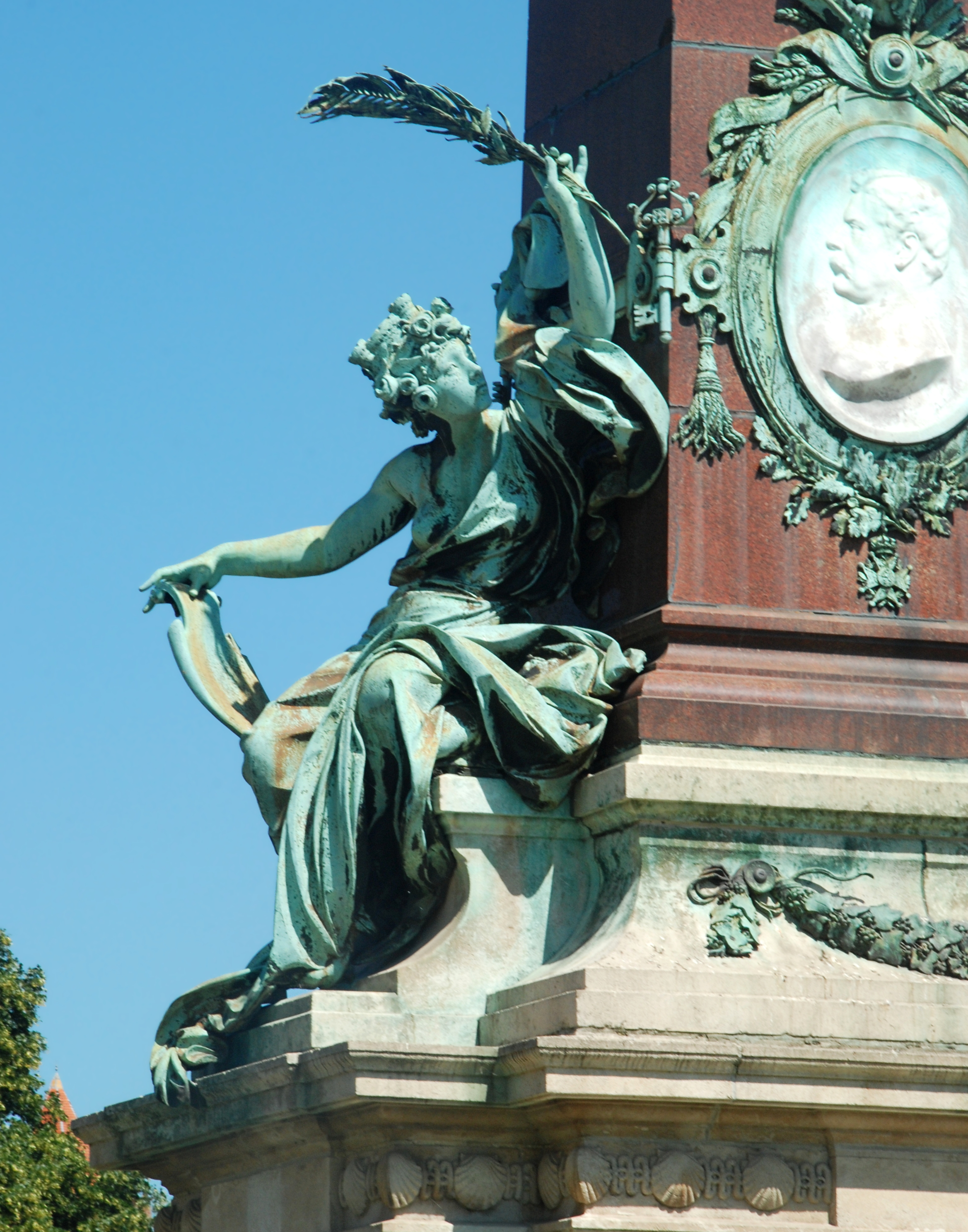
Julien Dillens. La Ville de Bruxelles reconnaissante.
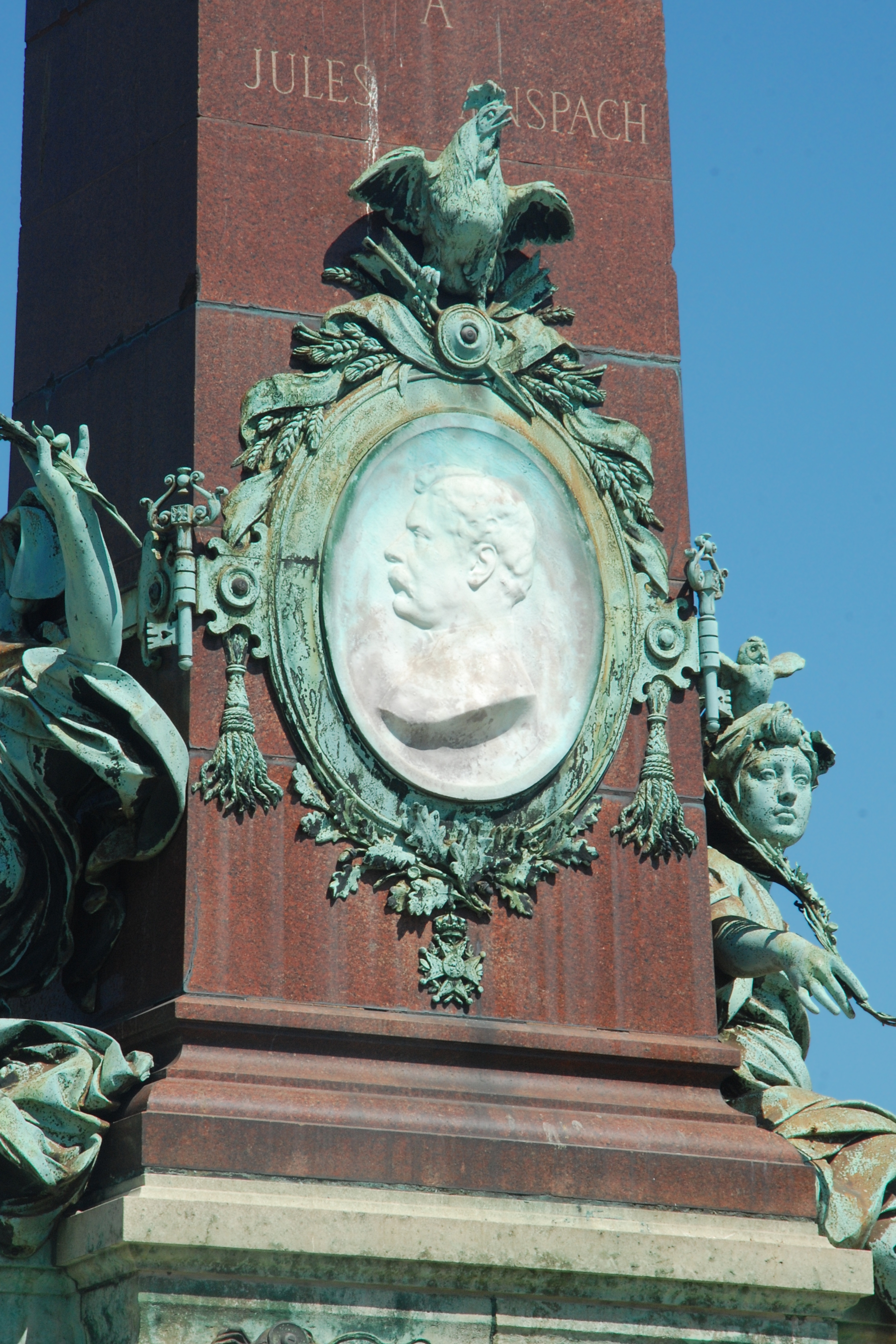
Paul De Vigne. Jules Anspach.
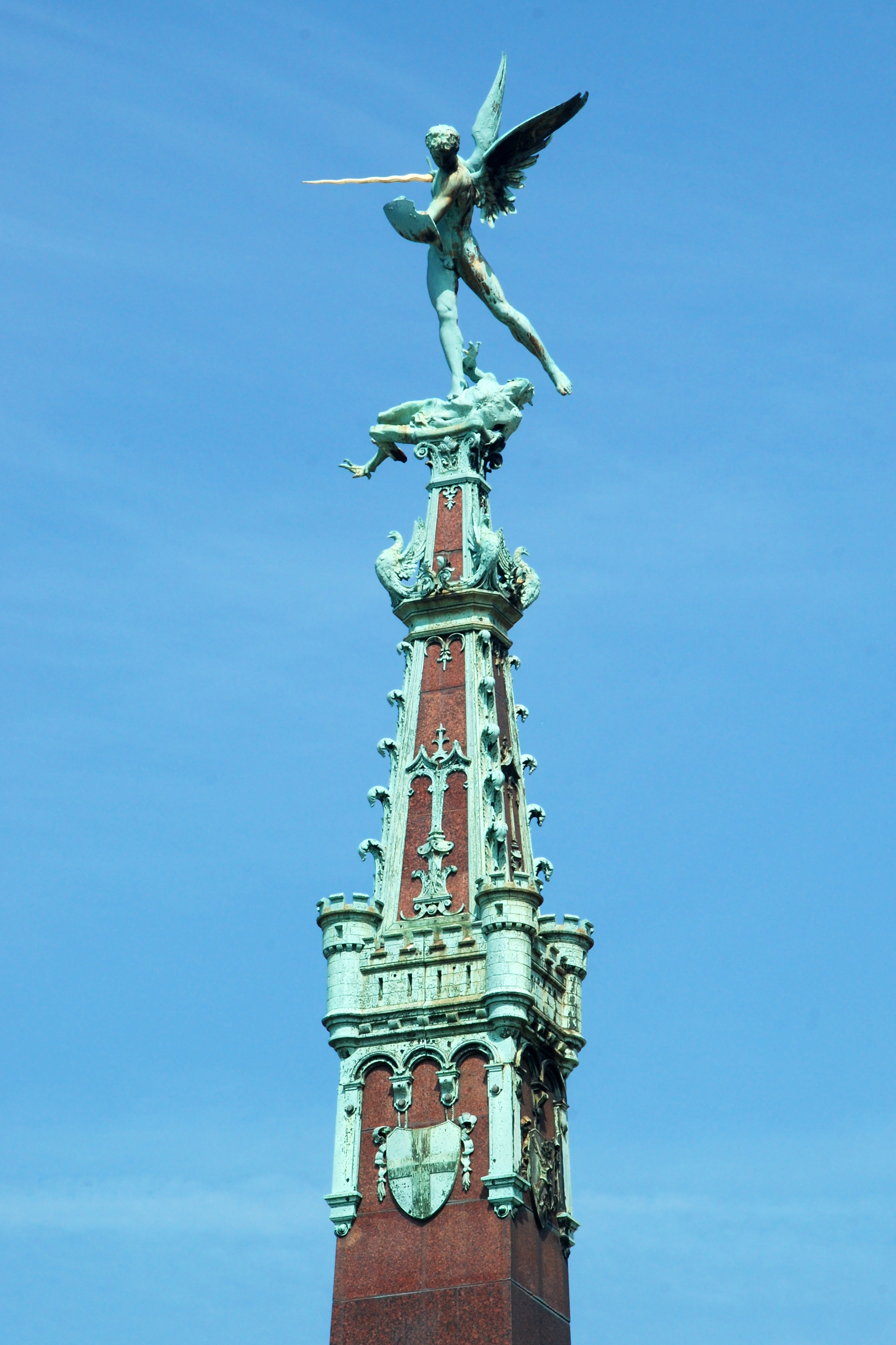
Pierre Braecke. Saint Michel terrassant le dragon.
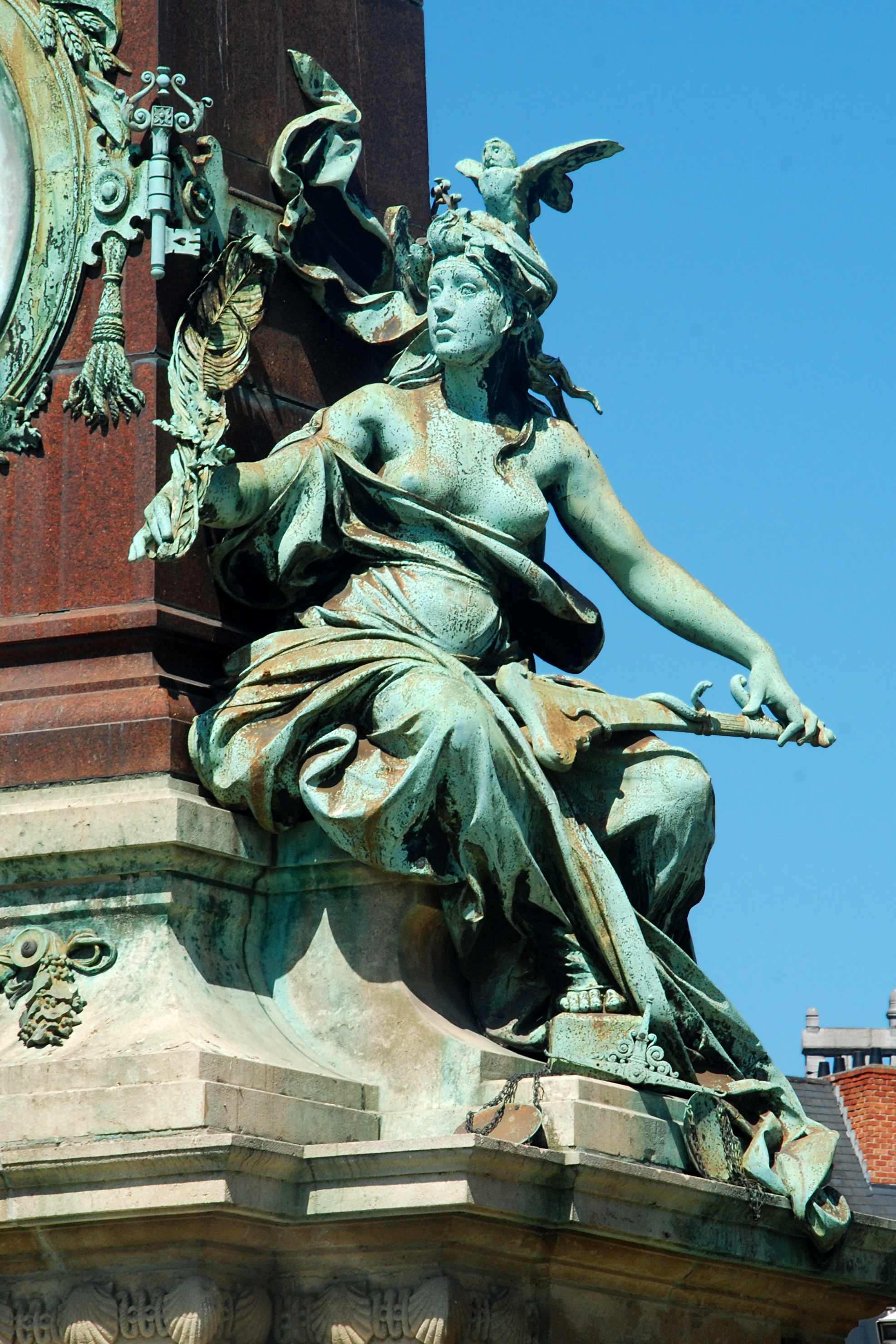
Julien Dillens. La Magistrature communale.
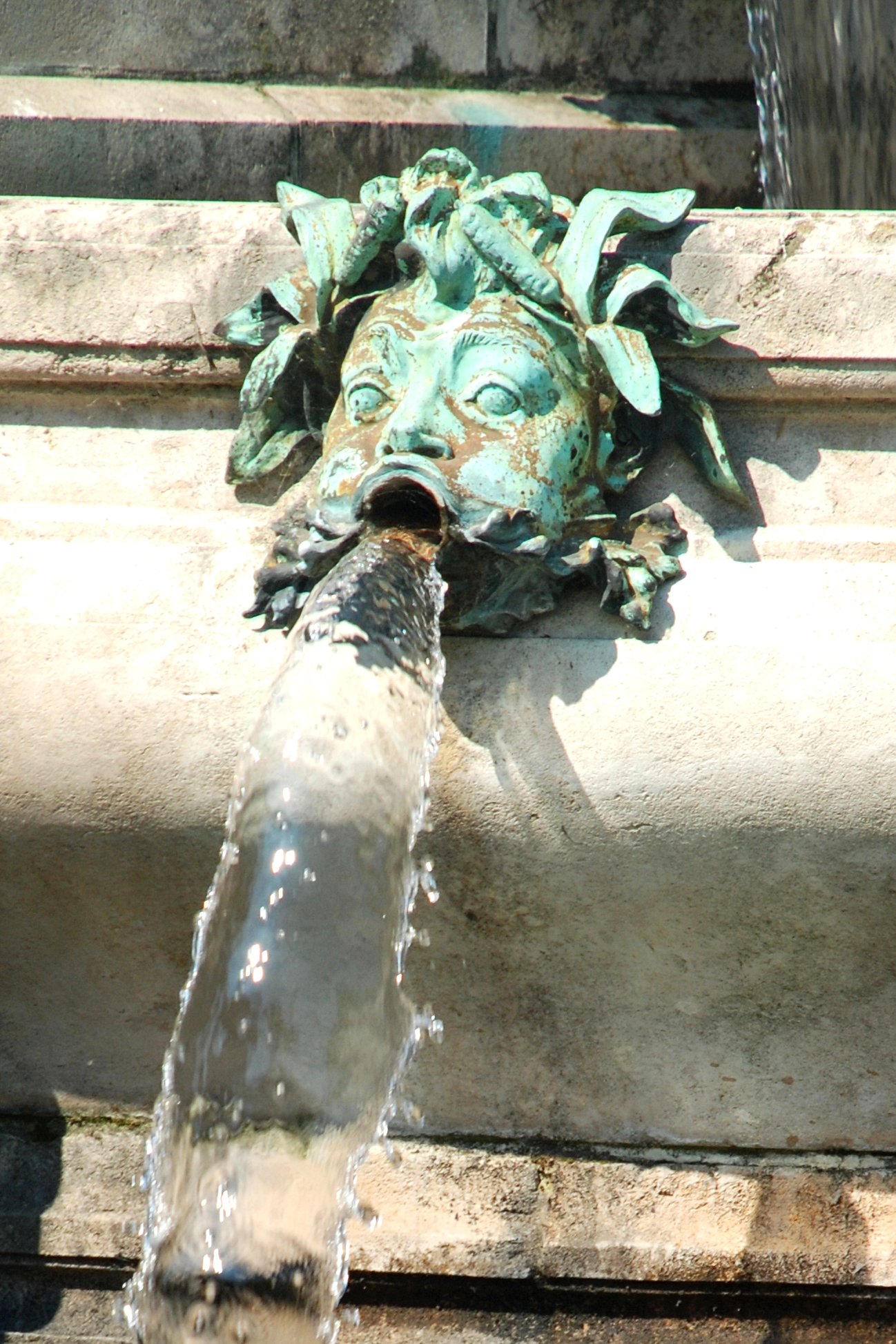
Georges Houtstont. Triton cracheur.

## Accessibilité
| ___ | Ce site est desservi par la station de métro : Sainte-Catherine. |